# The Sixteen Men of Tain
The Sixteen Men of Tain är ett musikalbum av Allan Holdsworth, utgivet 2000 av Cream Records.

## Låtlista
Alla låtar skrivna av Allan Holdsworth om inget annat anges.
1. "0274" – 7:41
2. "The Sixteen Men of Tain" – 6:23
3. "Above and Below" – 3:05
4. "The Drums Were Yellow" (Holdsworth/Gary Novak) – 5:55
5. "Texas" – 5:41
6. "Downside Up" (Chad Wackerman) – 7:03
7. "Eidolon" – 4:33
8. "Above and Below (Reprise)" – 4:06

## Medverkande
- Allan Holdsworth — gitarr, synthaxe
- Dave Carpenter — akustisk bas
- Gary Novak — trummor
- Walt Fowler — trumpet (1, 5)
- Chad Wackerman — trummor (6)